# Obtrée
Obtrée ist eine französische Gemeinde mit 80 Einwohnern (Stand: 1. Januar 2022) im Département Côte-d’Or in der Region Bourgogne-Franche-Comté; sie gehört zum Arrondissement Montbard und zum Gemeindeverband Pays Châtillonnais. Die Einwohner werden Albestréens genannt.

## Geografie
Die Gemeinde Obtrée liegt etwa acht Kilometer nördlich von Châtillon-sur-Seine in einem kleinen Seitental der oberen Seine. Umgeben wird Obtrée von den Nachbargemeinden Charrey-sur-Seine im Norden, Chaumont-le-Bois im Nordosten und Osten, Vannaire im Süden, Vix im Südwesten sowie Villers-Patras im Westen und Nordwesten.

## Bevölkerungsentwicklung
| Jahr                       | 1962 | 1968 | 1975 | 1982 | 1990 | 1999 | 2010 | 2021 |
| -------------------------- | ---- | ---- | ---- | ---- | ---- | ---- | ---- | ---- |
| Einwohner                  | 86   | 87   | 83   | 85   | 85   | 89   | 74   | 79   |
| Quellen: Cassini und INSEE |      |      |      |      |      |      |      |      |

Im Jahr 1846 wurde mit 248 Bewohnern die bisher höchste Einwohnerzahl ermittelt. Die Zahlen basieren auf den Daten von cassini.ehess.fr und INSEE.

## Sehenswürdigkeiten
- Kirche Saint-Claude aus dem Jahr 1856
- Lavoir (Waschhaus)
- Brunnen
- mehrere Baggerseen im Seinetal (Restlöcher einstiger Kiesförderung)

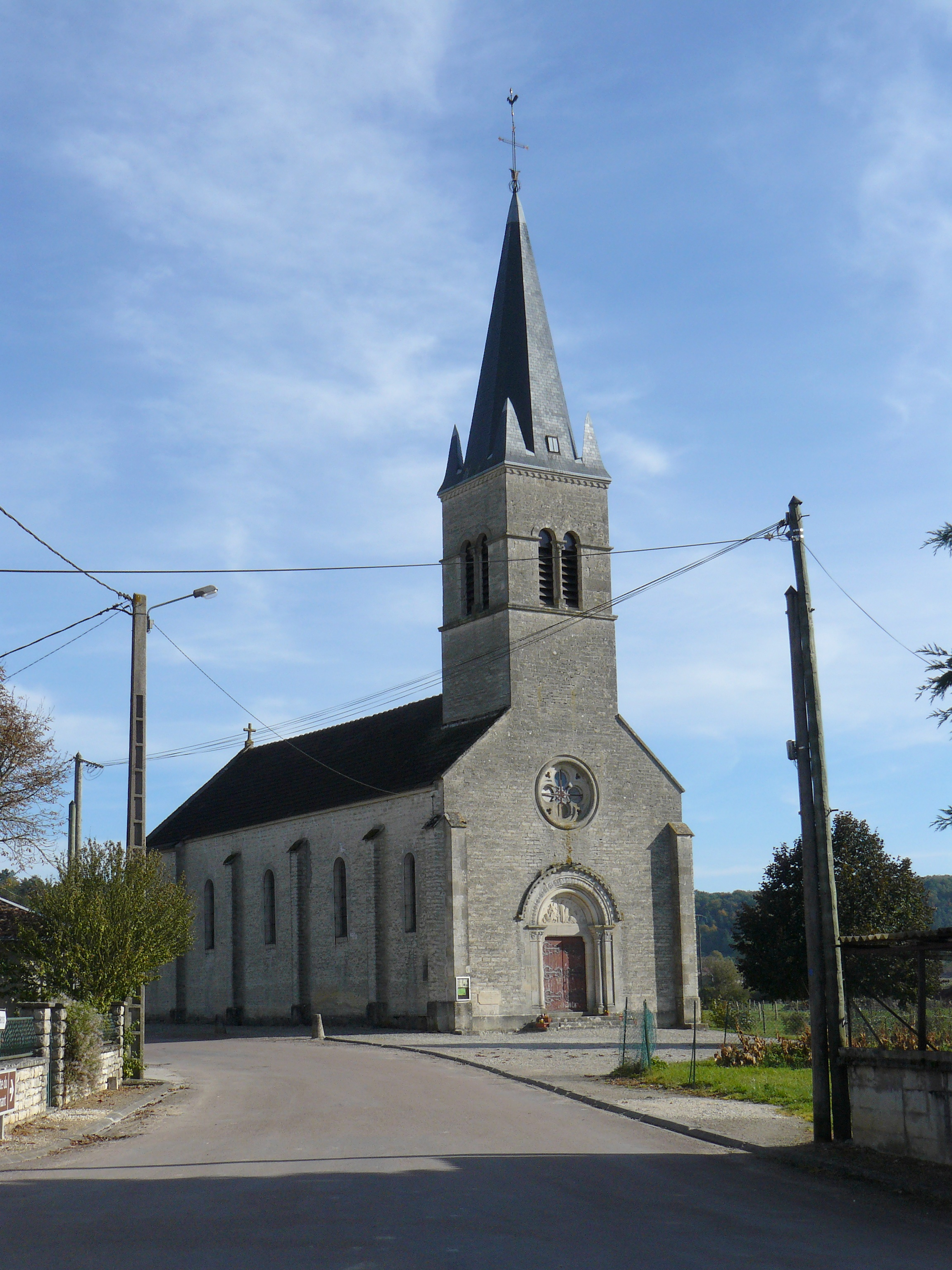
Kirche Saint-Claude
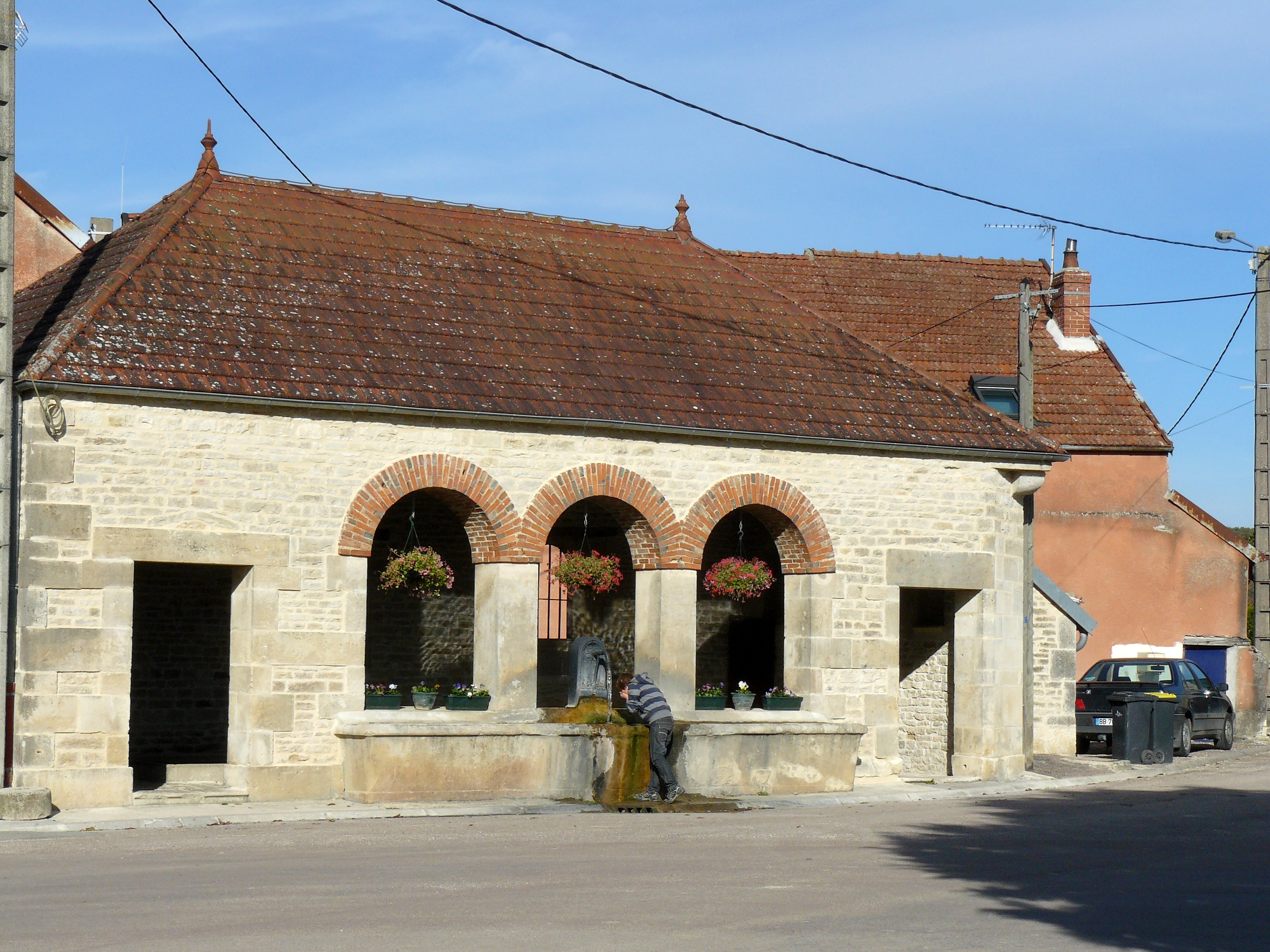
Ehemaliges öffentliches Waschhaus

## Wirtschaft und Infrastruktur
In Obtrée sind zwei Landwirtschaftsbetriebe ansässig, darunter ein Winzer. Die Weine der Gemeinde Obtrée im Weinbaugebiet Bourgogne dürfen als Crémant de Bourgogne, Bourgogne Aligoté und Bourgogne Grand Ordinaire vermarktet werden.
Durch das Gemeindegebiet von Obtrée führt die Fernstraße von Troyes nach Châtillon-sur-Seine (D 971). In der 40 Kilometer nordöstlich gelegenen Gemeinde Ville-sous-la-Ferté besteht ein Anschluss an die Autoroute A5 von Troyes nach Langres.

## Belege
1. ↑  Obtrée auf cassini.ehess
2. ↑  Obtrée auf insee.fr
3. ↑  Landwirtschaftsbetriebe auf annuaire-mairie.fr (französisch)